# Werner Aspenström

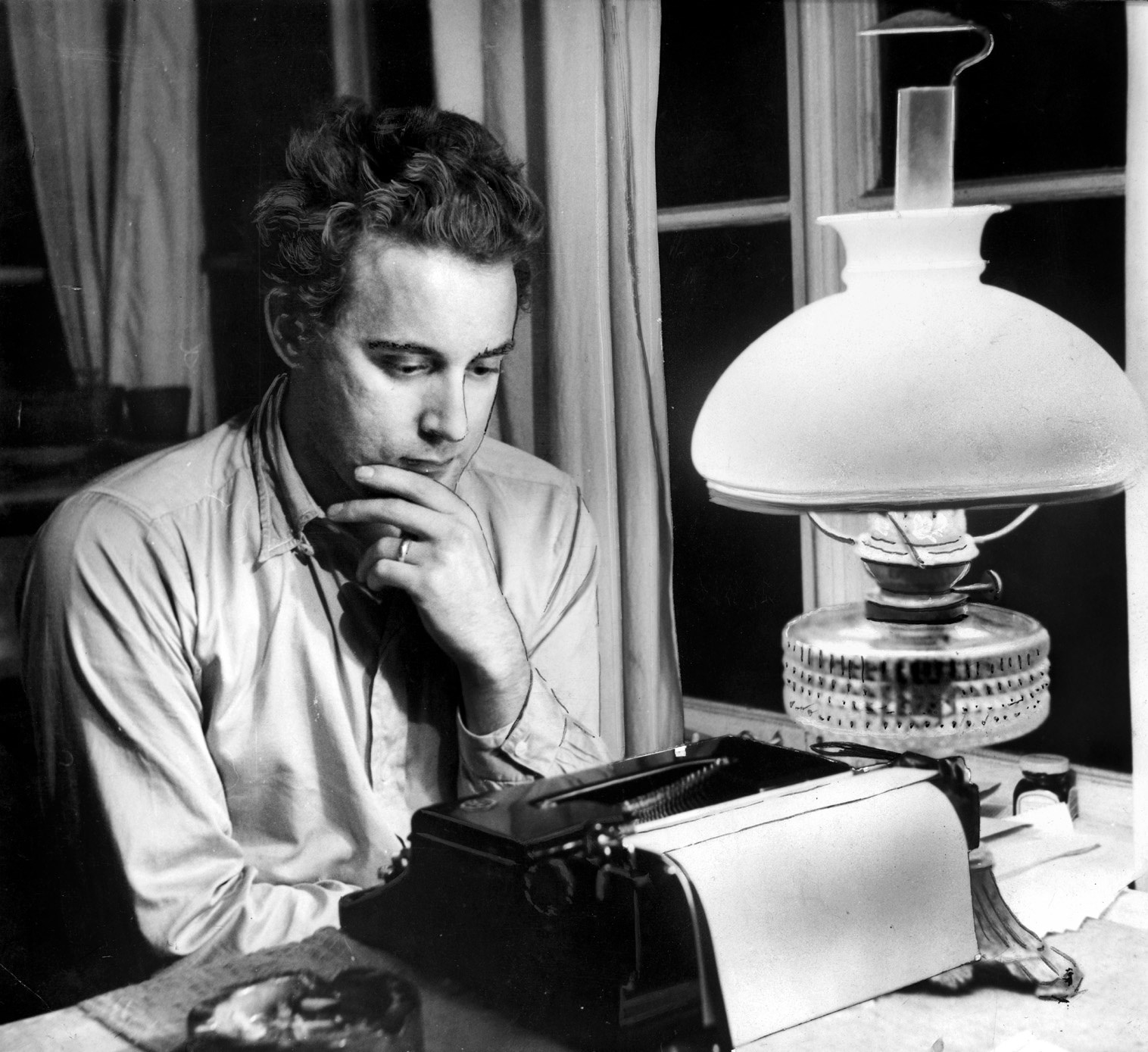
Werner Aspenström im Jahr 1950.

Karl Werner Aspenström (* 13. November 1918 in der Församling Norrbärke, Gemeinde Smedjebacken; † 25. Januar 1997 in Stockholm) war ein schwedischer Lyriker und Essayist.

## Leben
Als Sohn eines Landarbeiters legte Aspenström das Abitur ab und begann 1941 ein Studium in Stockholm. 1945 schloss er das Studium mit dem Bachelor in Philosophie ab. 1976 wurde ihm die Ehrendoktorwürde verliehen.
1981 erhielt Aspenström einen Sitz in der schwedischen Akademie. 1989 trat er aus Protest gegen die Weigerung der Akademie, Stellung zur Verhängung des Todesurteils gegenüber Salman Rushdie von Ajatollah Chomeini zu beziehen, zusammen mit Kerstin Ekman und Lars Gyllensten aus. Da dies eigentlich in den Statuten nicht vorgesehen ist, wurde er bis zu seinem Tod 1997 als passives Mitglied geführt.
Aspenström war besonders für seine qualitativ hochwertigen Metaphern bekannt. Seine Verschmelzung von poetischer, bildreicher Sprache mit banalen Wendungen zeugt von der Nähe zum Naiven und sozialen Engagement. Die aktuellen Probleme des Menschen werden durch Tiere, Mythen und Sagen gespiegelt.
Er wurde auf dem Friedhof der St.-Maria-Magdalena-Kirche in Stockholm beigesetzt.

## Werke
- Förberedelse, 1943
- Oändligt är vårt äventyr, 1945
- Skriket och tystnaden, 1946
- 66 dikter, 1946
- Snölegend, 1949
- Litania, 1952
- Hundarna, 1954
- Dikter, 1955
- Dikter under träden, 1956
- Bäcken, 1958
- Arken, 1959
- Poeten och kejsaren, 1959
- Snaran, 1959
- Teater.1, 1959
- Motsägelser, 1961
- Om dagen om natten, 1961
- Teater.2, 1963
- Trappan, 1964
- Gula tassen, 1965
- Huset, 1965
- Teater.3, 1966
- Jag måste till Berlin, 1966
- Sommar, 1968
- Inre, 1969
- Skäl, 1970
- Stackars Job, 1971
- Under tiden, 1972
- Jordvagga-Himmelstak, 1973
- Blåvalen, 1975
- Ordbok, 1976
- Tal på Övralid, 1958, 1977
- Teater.4, 1978
- Vissa sidor och ovissa, 1979
- Ögonvittnen, 1980
- Tidigt en morgon sent på jorden, 1980
- Sten Lindroth, 1981
- Sorl, 1983
- Teater.5, 1985
- Det röda molnet, 1986
- Fragmentarium, 1987
- Bertil Malmberg, 1987
- Varelser, 1988
- Sidoljus, 1989
- Enskilt och allmänt, 1991
- Ty, 1993
- Israpport, 1997
- Reflexer, 2000
- Samlade dikter, 2000
- Öva sitt eget, 2004